# 伊良皆光夫
伊良皆 光夫（いらみな みつお、1955年〈昭和30年〉5月25日 - ）は、日本の政治家。沖縄県多良間村長（第29 - 31代）。

## 来歴
米国施政下にあった沖縄の宮古郡多良間村塩川出身。沖縄県立宮古高等学校を経て、琉球大学短期大学部法経学科を卒業。1979年（昭和54年）12月、宮古郡農業協同組合に入組。同組合金融課長、沖縄県農業協同組合多良間支店金融共済課長などを歴任。
2005年（平成17年）7月、多良間村助役に就任。
2007年（平成19年）4月、多良間村副村長に就任。2012年（平成24年）10月まで務めた。
2013年（平成25年）5月11日、多良間村長選挙への出馬を表明。同年6月16日に投開票され、3選を目指した現職の下地昌明を破り初当選。同年7月8日、第29代多良間村長に就任。
※当日有権者数：907人 最終投票率：97.68%（前回比： 1.36pts）
| 候補者名   | 年齢 | 所属党派 | 新旧別 | 得票数 | 得票率 | 推薦・支持             |
| ---------- | ---- | -------- | ------ | ------ | ------ | ---------------------- |
| 伊良皆光夫 | 58   | 無所属   | 新     | 446票  | 50.6%  |                        |
| 下地昌明   | 61   | 無所属   | 現     | 435票  | 49.4%  | 自由民主党、公明党推薦 |

1期在任中、村制施行百周年記念関連事業の実施、「明和の大津波」の感謝の碑の建立、多良間・石垣間航空路線の再開要請、新製糖工場・集中脱葉機を新設させるための予算化要請、土地改良事業の導入、給食費無料化、村営塾の開設、サトウキビ農家のエコファーマー認定の推進などを実施した。
2017年（平成29年）4月23日、自身の任期満了に伴う多良間村長選挙に出馬することを表明。同年6月25日に投開票され、元職の下地昌明を破り再選。
※当日有権者数：819人 最終投票率：97.80%（前回比： 0.12pts）
| 候補者名   | 年齢 | 所属党派 | 新旧別 | 得票数 | 得票率 | 推薦・支持 |
| ---------- | ---- | -------- | ------ | ------ | ------ | ---------- |
| 伊良皆光夫 | 62   | 無所属   | 現     | 422票  | 52.95% |            |
| 下地昌明   | 65   | 無所属   | 元     | 375票  | 47.05% |            |

2021年（令和3年）3月28日、塩川集落センターで会見を開き、自身の任期満了に伴う多良間村長選挙に出馬することを表明。同年6月20日、投開票され、新人で村の前税務会計課長兼会計管理者の古謝政一を破り再選。
※当日有権者数：793人 最終投票率：98.11%（前回比： 0.31pts）
| 候補者名   | 年齢 | 所属党派 | 新旧別 | 得票数 | 得票率 | 推薦・支持 |
| ---------- | ---- | -------- | ------ | ------ | ------ | ---------- |
| 伊良皆光夫 | 66   | 無所属   | 現     | 409票  | 52.91% |            |
| 古謝政一   | 62   | 無所属   | 新     | 364票  | 47.09% |            |

## 村政

### 観光・交通
村長就任後、多良間・石垣間航空路線の再開に取り組み、周辺離島との周遊観光を提唱した。その後、路線再開に向けた県主体の協議が設立された。
年間8000万円ほど見込まれる赤字を沖縄県と多良間村が負担する形で、2024年（令和6年）1月22日に再開した。

### 教育・子育て・過疎化対策
保育料や給食費の無料化などに取り組み、2014年（平成26年）9月25日に伊良皆が提案した「子ども医療費助成に関する改正条例」「村立幼稚園保育料等徴収改正条例」「多良間村ふるさと活性化定住促進改正条例」「多良間村過疎対策子育て応援基金条例の制定」の議案を、多良間村議会が全会一致で可決したことにより、多良間村過疎化対策子育て応援基金を活用した、村内の小中学校の児童・生徒の給食費無料化、幼稚園児の入園料及び保育料の無料化、0歳児から高校生までの医療費無料化が実現したほか、定住奨励金、結婚祝い金、出産祝い金の増額、村内で新築や購入を行った住宅を面積に応じて村が助成する施策を実施する運びとなった。
3選後には、GIGAスクールの実現に向け、児童・生徒に対して1人1台の端末配布を進めていく考えを示した。

### 副村長人事
伊良皆の村長就任以来、多良間村では2013年からの2期8年にわたり、副村長人事案が議会で否決され続け、副村長の不在が続いていた。その後、2021年の多良間村議会議員選挙で定数7人のうち、伊良皆を支援する与党4人が当選し、過半数を獲得。同年7月15日の臨時会において副村長人事案が賛否同数となり、議長裁決で可決。多良間村政策参与の運天宏和が副村長に就任した。